# Razaki Babatundé Olofindji
Razaki Babatundé Olofindji, né à une date inconnue à Kétou et mort le 25 août 2024, est un homme d'affaires béninois, propriétaire des entreprises Imprimerie Tundé et Tundé Motors au Bénin,.

## Biographie

### Origines et  Éducation
Originaire d'Idigny à Kétou dans le Plateau au Bénin, il obtient son baccalauréat en 1985. Il fait, ensuite, une formation en dactylographie et dans la photocopie en 1987 à Cotonou,.

### Carrière entrepreneuriale
Babatundé Olofindji investit dans plusieurs activités. En 1995, avec le soutien d'un bailleur belge, il crée l'imprimerie Tundé qui devient l'une des premières entreprises subsahariennes à produire des bulletins de vote,,. Ensuite, il se lance dans l'industrie automobile et le transport par la vente des véhicules allemands avec sa deuxième entreprise Tundé Motors.  Mort des suites d'une maladie, le 25 août 2024, il est inhumé le lendemain à Idigny dans son village natal à Kétou,,.

### Promotion de l'agro business
En 2006, Babatunde Ollofindji, fait la promotion du riz Nerica dans le cadre d’une opération agro-industrielle mise en place au Bénin. 